# Avi Tuschman
Avi Tuschman (n. 17 noiembrie 1979) este un antropolog evoluționist american, psiholog politic, consilier politic, vorbitor în public și autor. Cartea sa publicată în 2013, ”Our Political Nature” a propus prima teorie evoluționistă detaliată a orientării politicii umane care leagă trăsături de personalitate măsurabile cu niveluri cantitative de fitness. Random House a prezentat cartea în lista sa de cărți noi și recomandate spre adoptarea cursului în disciplinele de științe politice cu laude de la gânditorii politici. Francis Fukuyama, Jerrold M. Post, și Moises Naim. About.com a numit Our Political Nature drept una dintre cele mai bune cinci cărți despre evoluție din 2013. Cercetarea lui Tuschman a primit o acoperire în media din 19 țări, inclusiv în New York Times, the Economist, the Atlantic, Bloomberg Businessweek, Salon, Forbes, MSNBC, Contrepoints din Franța, El País din Spania, El Tiempo din Columbia, CCTV din China, The Marker din Israel, și Veja Magazine din Brazilia.

## Primii ani de viață și Educație
Tuschman a fost născut în Stanford, California, pe 17 noiembrie 1979. Este fiul fotografului Mark Tuschman și al artistei Jana Tuschman. Tuschman a făcut liceul la Menlo School în California. El a fost admis ca President’s Scholar la Stanford University, acolo unde mai târziu a primit Medalia de Aur Robert M. Pentru Arte Umane și Creative, și Premiul Robert Bayard Textor pentru creativitate în Științele Antropologice. El a absolvit în 2002 și s-a mutat în Peru pentru primul job după terminarea facultății. Tuschman s-a întors la Stanford în 2004 pentru un doctorat în antropologie evoluționistă. 

## Carieră
În Peru, Tuschman a lucrat ca executiv pe operațiuni, făcând consultanță pe riscul politic, servind cei mai mari investitori străini din țară. Lucrând în zonele de conflict ale Shining Path, acest lucru l-a expus la un extremism ideologic, ceea ce i-a deschis interesul spre orientarea politică. În timp ce se afla în Peru, Tuschman a lucrat, de asemenea, pentru prima doamnă Eliane Karp pe probleme legate de indigeni, devenind cel mai tânăr sfătuitor în palatul guvernului din Lima. El a fost recrutat mai târziu pentru a servi ca scriitor junior și sfătuitor pentru Președintele Alejandro Toledo (Peru, 2001-2006). În 2009, Tuschman a lucrat cu optsprezece foști șefi de state pentru a scrie agenda politică regională pentru guvernarea democratică, ceea ce a generat laude de la Secretarul General Al Națiunilor Unite, Ban Ki-Moon, care a declarat că nu există un precedent istoric.

### CarteaOur Political Nature
Cartea lui Tuschmann, Our Political Nature: The Evolutionary Origins of What Divides Us (publicată de Prometheus / Random House, în 2013) a fost prima carte care a propus o teorie evoluționistă cuprinzătoare a orientării politice umane, care leagă distribuirea trăsăturilor de personalitate în populație de nivelul de fitness. Este, de asemenea, ”prima carte . . . care descrie istoria naturală a spectrelor stânga-dreapta din mai multe țări din jurul lumii.”
Our Political Nature teoretizează faptul că înclinațiile politice sunt adaptări evolutive care apar în primul rând din trei grupuri de trăsături de personalitate măsurabile. Aceste grupuri se referă la tribalism, toleranța inegalității, și percepția naturii umane. Drept dovadă, ”Our Political Nature” sintetizează studii din disciplinele științelor politice, geneticii, neuroștiinței, și primatologie, inclusiv informații evoluționare despre fitness din populațiile islandice, daneze, turce, și de la nivelul întregului glob. Cartea oferă, de asemenea, o explicație psihologică de ce stresul economic tinde să extindă decalajul dintre facțiunile politice. În interviuri cu ”Forbes” și ”Georgetown Public Policy Review”, Tuschman a spus că ”Our Political Nature” oferă noi unelte care pot fi folosite pentru a măsura opinia publică: "În lumea de astăzi, opinia publică este mai importantă ca niciodată; atitudinile colective pun o presiune din ce în ce mai mare pe lideri, chiar în societăți care sunt acum mai puțin democratice. Astfel, a fi capabili să măsoare cu acuratețe și să prezică aceste forțe este o misiune tot mai importantă pentru analiștii politici."
Câțiva scriitori și oameni de știință politici au notat faptul că această carte are implicații clare pentru actualele conflicte politice globale. În ”Huffington Post”, David Miles a spus că opera lui Tuschman vorbește direct către forțele din jocul referendumului scoțian pentru independență. National Public Radio a citat faptul că ”Our Political Nature” provoacă mitul conform căruia averea este corelată într-o manieră puternică cu orientarea politică. Și cum New York Natives a găsit Our Political Nature interesantă în contextul închiderii federale a guvernului Statelor Unite în 2013.
Our Political Nature a primit foarte multe recenzii de la publicații din Statele Unite. Aceste recenzii confirmă, în mare parte, faptul că opera este una ambițioasă, care exprimă adevăruri, bazându-se pe o cercetare amănunțită. The Washington Monthly consideră cartea ”o operă pe care unii dintre noi, care monitorizează știința tot mai dezvoltată a politicii, și a diferențelor genetice dintre liberali și conservatori cu referințe la evoluția umană și la diferențele strategice dintre alegerea partenerilor politici și alocarea resurselor spre care am fost forțați de presiunea supraviețuirii și reproducerii pe o planetă relativ periculoasă." Political Science Quarterly a raportat faptul că această carte ”realizează o contribuție unică și importantă în acest domeniu. Iar Americas Quarterly a numit Our Political Nature una dintre ”cele mai bune cărți noi despre politică, economie, și business în această emisferă.”

### Alte scrieri
Tuschman a scris și a vorbit despre numeroase subiecte legate de orientarea politică, inclusiv de ce fenomenul se schimbă pe parcursul unei vieți de om, de ce inegalitatea dintre sexe se schimbă pe parcursul istoriei, cum economia și demografia afectează spectrele politice, cum heritabilitatea orientării politice a fost determinată, cum ordinea nașterii afectează atitudinea politică, și cum împerecherea asortativă în Statele Unite contribuie la polarizarea politică. El a comentat, de asemenea, pe tema abordării evoluționiste a istorie.

### Evenimente cu participare ca vorbitor în public
Tuschman este un vorbitor în public popular care a ținut prelegeri la diverse instituții academice și multilaterale, inclusiv Stanford University, Georgetown University, Sarah Lawrence College, Inter-American Development Bank, și Organization of American States.